# Non-benzodiazépine
 (mars 2015).
Si vous disposez d'ouvrages ou d'articles de référence ou si vous connaissez des sites web de qualité traitant du thème abordé ici, merci de compléter l'article en donnant les références utiles à sa vérifiabilité et en les liant à la section « Notes et références ».

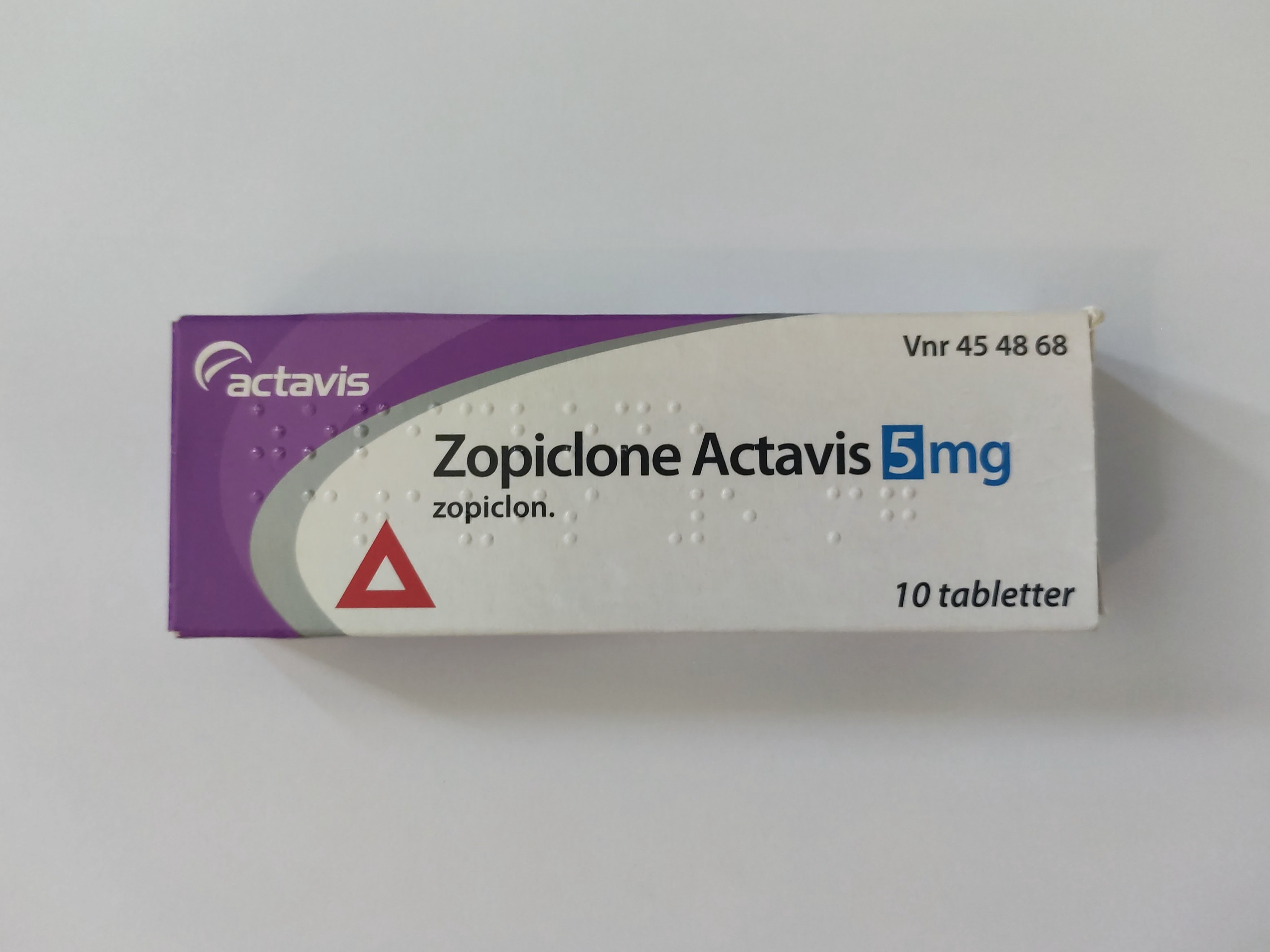
Le zopiclone est un somnifère non-benzodiazépine

Les non-benzodiazépines ou médicaments Z sont une classe de médicaments qui ont des effets similaires aux benzodiazépines mais dont la structure moléculaire est totalement différente de celle des benzodiazépines. Les benzodiazépines sont une classe de médicaments qui est utilisée pour traiter l'anxiété principalement. Elles sont de loin les plus utilisées en février 2015. Les non-benzodiazepines quant à eux sont une classe de médicaments conçus pour traiter l'anxiété et l'insomnie.
Pour lutter contre l'insomnie, les benzodiazépines hypnotiques comme l'estazolam (Nuctalon) et le lormétazépam (Noctamide) sont considérés comme moins efficaces que des non-benzodiazépines appelés médicaments Z : le zolpidem (Stilnox), le zopiclone (Imovane) et le zaleplon (Sonata).
La liste des non-benzodiazépines est longue. Il existe l'étifoxine (Stresam) et la buspirone qui sont des anxiolytiques.

## Mode d'action
La pharmacodynamique des non-benzodiazépines est pratiquement la même que celle des benzodiazépines. On va donc retrouver les mêmes effets secondaires.